# Adolf Ágai
Adolf Ágai (31. března 1836 Jánoshalma – 22. září 1916 Budapešť) byl maďarský židovský lékař, spisovatel, humorista a redaktor.

## Životopis
Narodil se v rodině Józsefa Rosenzweiga (1807–1864) a Jozefin roz. Schlesinger. R. 1848 přijala rodina maďarské jméno Ágai. Adolf byl třikrát ženatý: s Reginou Steinerovou (1848), svatba 23. 5. 1867, s Terézií Mayovou (1856/1857–1921), svatba 22. 12 1879 a s Ellou Solymosiovou. S Reginou měl dceru Margit Dukeszovou (1870–1903).
Ágai vyrůstal do svých čtyř let v Orahovici u Osijeku. Pak se jeho otec přestěhoval do Pécse. Tam a později v Nagyabonyi absolvoval první dvě třídy gymnázia, třetí pod vedením Pála Kanyi a Lajose Tavassyho na evangelickém gymnáziu v Pešti, pak v piaristickém klášteru v Pešti a nakonec osmou třídu v Nagykőrös. Studoval medicínu ve Vídni, poté cestoval po Evropě, Asii a části Afriky a učil se západní jazyky. Jako lékař pracoval v nemocnici v Budapešti.
15. března 1848 se ve svých 12 letech stal nejmladším z Březnové mládeže, který demonstroval v revolučním davu. Následoval Pála Vasváriho k Národnímu muzeu a pak se vydal s davem do Budína pro zbraň, ale neměl ani haléř na most, takže nemohl přejít z Pešti do Budína. Vrátil se tedy domů a revoluci ukončil tím, že snědl matčin oběd. O svých vzpomínkách na tento den Ágai později několikrát psal.
Svou spisovatelskou kariéru zahájil v roce 1854 originálním esejem Antoinetta v časopise Hölgyfutár (1854–1857). Pro tento časopis a pro týdeník Vasárnapi Ujság psal dopisy z Vídně (1857–1881). Spolupracoval s několika německými novinami (Wanderer, Humorist, Donau, Gartenlaube, Fliegende Blätter). Jeho humoristické stránky se poprvé objevily v časopise Hon v roce 1865 pod pseudonymem Porzó, poté pokračoval v deníku Pesti Napló, Vasárnapi Ujság, a týdeníku Magyarország a Nagyvilág, z nichž poslední redigoval téměř deset let (1870–1879). Kromě výše zmíněných novin se od roku 1857 objevovaly jeho poznámky ve všech významných literárních denících a bulvárních plátcích.
Roku 1868 se odvrátil od medicíny, aby se soustředil na psaní, založil a redigoval politické noviny Borsszem Jankó. Byl členem Kisfaludyho společnosti a Maďarské židovské literární společnosti. Od roku 1871 vydával dětské noviny Kis Lap pod jménem Forgó bácsi, se Zsigmondem Bródym redigoval deník Látcső a nakladatelství Regélő. Pracoval také jako překladatel, překládal do maďarštiny romány Friedricha Gerstäckera, Júlie Alexandrovny Apraxinové, George Sandové, Georga de la Tour, Paula de Kocka a Xaviera de Montépina. Překládal také maďarskou literaturu a poezii do hebrejštiny, včetně Szózat a Sándora Petöfiho.

## Dílo
- Az arkanzási lókötők. Gerstäcker után ford. 4 kötet. Pest, 1860 (Zilahy Károly Lyal)
- Jelenetek a magyar életből. De la Tour után ford. 3 kötet. Uo. 1861
- Ilona. Regény a magyar életből. Nixarpa Eiluj (Apraxin Julia) után ford. 2 kötet. Uo. 1861
- Egy szegény leány története. Sand Georges után ford. 2 kötet. Uo. 1861
- Víg czimborák. Kock Pál után ford. 4 kötet. Uo. 1863
- Egy őrült szerelmei. Montépin Xavér után ford. 2 kötet, Uo. 1864
- Spitzig Iczig naptára 1867-re (4 kiadásban) és 1868-ra. Uo. 1866–67
- Borsszem Jankó albuma; szerk. Csicseri Bors, rajz Jankó János, Klics Károly; Deutsch, Pest, 1868
- Borsszem Jankó naptára 1870-re. Szerk. Csicseri Bors. Uo. 1869
- Mokány Berczi naptára 1876-ra. Szerk. Csicseri Bors. Budapest, 1875 (4 kiadást ért)
- Porzó tárczalevelei. Rajzok a társaséletből, a család köréből, úti vázlatok stb. 2 kötet. Uo. 1876. (Ism. Bud. Szemle XIX.)
- Püf neki! Mokány Berczi válogatott gorombaságai. Naptári részszel 1877-re. Uo. 1877
- Abrincs! 150 jordány vicz Seiffensteiner Salamontul. Szerk. Mikány Berczi 1879-re. Uo. 1878
- Gyöpre magyar! Válogatott java kortes-adomák és dalok, összehányta Duhaj Marczi, kiadta Mokány Berczi. Uo. 1879
- Csihaj! Mulatságos és vérengző antisemita-naptár 1881-re. Tojáss Dánielnek diktálta Mokány Berczi. Uo. 1880
- Drukk! Mokány Berczi humorisztikus naptára 1882-re. Uo. 1881
- Czu tumm! hexti antiszemida nopdár 1883-ra. Szerk. Kraxelhuber Tóbiás. Uo. 1882
- Diák ismeretek tára, terjeszti Bukovay Absentius. Uo. 1883
- Mihaszna András naptára 1884-re. Uo. 1883
- Poszkiszli naptár 1885-re. Rátanát Mihaszna András. Irták a Borsszem Jankó irástudói heten. Uo. 1884
- Az 1886-ra szóló Dsentri-naptár. Megcselekedték a Borsszem Jankó irástudói, eleibe csördít Mokány Berczi. Uo. 1885
- Virtus-naptár az 1887-iki deczifittyes esztendőre. Irták a «Borsszem Jankó» legényei, placzra lökte Mokány Berczi. Uo. 1886
- Tilos naptár az 1888-iki szerelmetes esztendőre. Irták a «Borsszem Jankó» legényei. Uo. 1887
- Muszáj naptár 1889-re. Sanyaró Vendelnek tollába diktálta Mokány Berczi. Uo. 1888
- Sanyaró Vendel válogatott nyögései; Singer és Wolfner, Bp., 1888
- Fáin! Összeállította. Uo. 1889
- «Hoch!» Hexti nabdár. 1890-iki proczessziós esztendőre. Egyberugdalta s placzra eresztette nömös bugaczi és dombszögi Mokány Berczi. Uo. 1889
- Por és hamu. Barátim s jó embereim emlékezete; Athenaeum Ny., Bp., 1892
- Igaz történetek. Húsz elbeszélés; Lampel, Bp., 1893
- Az arany hegy, és a kolibri madár és egyéb apró elbeszélések; Athenaeum, Bp., 1893 (Forgó bácsi könyvtára)
- Czirmos czicza naplójából és egyéb elbeszélések; Athenaeum, Bp., 1894
- Vízen és szárazon. Útirajzok, 1–2.; Athenaeum, Bp., 1895
- Mokány Berciː Az én viselt dógaim; Athenaeum, Bp., 1896
- Porzóː A Violka Vera s egyéb elbeszélések; Lamepl, Bp., 1897 (Magyar könyvtár)
- Csicseri Bors és Társaː Egy görbe nap. Énekes bohózat; zene Barna Izsó; Athenaeum, Bp., 1902
- A kis olvasó. Szózat a szülékhez. Gyermeklevelek gyűjteménye; kiad. Forgó Bácsi; Athenaeum, Bp., 1903
- Forgó Bácsiː Az arany hegy és a kolibri madár és egyéb apró elbeszélések; Athenaeum, Bp., 1906
- Új hantok. A Por és hamu második sorozata; Athenaeum, Bp., 1906 (Jeles elbeszélők kincsestára)
- Porzóː Utazás Pestről – Budapestre 1843–1907. Rajzok és emlékek a magyar főváros utolsó 65 esztendejéből; ill. Bér Dezső et al.; Pallas, Bp., 1908
- Csicseri Borsː Ha'sszólljék! Dombszögi és bugaczi Mokány Berczi viselt dolgai..., 1–2.; ill. Jankó János, Garay Ákos; Kner Ny., Gyoma, 1910
- Forgó bácsiː Rontó Pál viselt dolgai vízen és szárazon; Athenaeum, Bp., 1912

### Dětská literatura
- Gyermek humor. Rajzok és jellemző vonások a gyermekvilágból. Uo. 1877
- Forgó bácsi gyermekszinháza. Tizenhat vígjáték, színmű és apró jelenetek gyermek előadások alkalmára. Uo. 1882
- Forgó bácsi képes könyve. Versek és mesék. Uo. 1887
- Az én kis világom (1887)

### V češtině
- Půjčený paprsek – úvod František Sekanina, in: 1000 nejkrásnějších novel... č. 88; přeložil Bohumil Kyselý. Praha: J. R. Vilímek, 1915